# 노기정
노기정(일본어: 野木町 노기마치[*])은 일본 도치기현 남쪽의 관문으로 불리는 시모쓰가군의 정이다. 북쪽에 위치하는 오야마시와 남쪽에 위치하는 고가시와의 교류가 번성한다.
원래 농업이 번성한 정이었지만 도쿄에서 약 60km 떨어져 있어 최근에 주택 지역화가 진행되고 있어 도치기현의 시정촌 중에서 유일하게 도쿄 도시권에 속하고 있다.

## 지리
간토평야의 북쪽에 위치한다. 고카이강이 정 서쪽을 남북으로 흐르고, 그 하안의 평야부가 정의 대부분을 차지한다. 정의 남부는 이바라키현과 접하는 구릉지이다.

## 역사
- 1871년 7월 - 폐번치현으로 고가현에 속했다.
- 1871년 11월 - 도치기현으로 이관되었다.
- 1889년 4월 1일 - 정촌제 시행으로 10개 촌이 합쳐져 노기촌이 성립하였다.
- 1963년 1월 1일 - 정으로 승격해 노기정이 되었다.

## 인구
| 연도 | 인구   | ±%     |
| ---- | ------ | ------ |
| 1920 | 7,982  | —      |
| 1930 | 8,238  | +3.2%  |
| 1940 | 8,737  | +6.1%  |
| 1950 | 11,018 | +26.1% |
| 1960 | 9,974  | −9.5%  |
| 1970 | 11,983 | +20.1% |
| 1980 | 16,454 | +37.3% |
| 1990 | 23,676 | +43.9% |
| 2000 | 26,674 | +12.7% |
| 2010 | 25,712 | −3.6%  |

## 교통

### 철도
- 동일본 여객철도 우쓰노미야선(도호쿠 본선)

### 도로
- 국도 4호선